# ブレードランナー 2049
『ブレードランナー 2049』（ブレードランナー ニー・ゼロ・ヨン・キュウ、原題：Blade Runner 2049）は、2017年のアメリカ合衆国のSF映画。ライアン・ゴズリング主演、監督はドゥニ・ヴィルヌーヴ。
1982年制作の映画『ブレードランナー』の続編で、前作の主演ハリソン・フォードが引き続きリック・デッカード役で出演し、前作の監督リドリー・スコットは製作総指揮を務めた。
第90回アカデミー賞では5部門にノミネートされ、2部門を受賞した。

## ストーリー
2049年、環境破壊が進む地球では、外宇宙オフワールドの新天地へ旅立てなかった人々が、陰鬱な世界で暮らしている。2022年の「大停電事件」以降、人造人間「レプリカント」は製造禁止となっていたが、2036年にウォレス社がネクサス9型を開発したことで再び人間の使役として働いている。旧型のネクサス8型レプリカントは、専任捜査官「ブレードランナー」によって追跡され、「解任（抹殺）」されている。
ネクサス9型レプリカントのKは、ロサンゼルス警察 (LAPD) のブレードランナーとして同胞を狩る仕事に就いている。人間に蔑まれ、心許せる相手は、自宅で待つウォレス社製のメイドAIジョイのみだった。ある日、Kはロサンゼルス郊外で農場を営んでいた逃亡レプリカントのサッパー・モートンを「解任」するが、庭の枯木の根元に埋められていたトランクを発見する。トランクの中身は女性の遺骨で、検死の結果、約30年前に亡くなったレプリカントのものであり、出産時に帝王切開の合併症で死亡したことが判明する。レプリカントの出産は前代未聞であり、Kの上司であるジョシ警部補は、事実公表によって起きるであろう社会混乱を憂慮し、Kに事件の痕跡をすべて消すように命令する。
Kはウォレス社を訪ね、メモリーバンクの記録から、遺骨は2019年に逃亡したレプリカントのレイチェルであること、逃亡直前にLAPDの元ブレードランナー、リック・デッカードと恋愛関係にあったことを知る。モートンの農場に戻りもう一度調べると、枯木の根に「6-10-21」という数字が彫られていることに気付く。数字はK自身の情緒安定用の疑似記憶にある木彫りの馬の玩具（木馬）に彫られた数字と一致していた。Kは2021年6月10日生まれの出生記録・DNA記録を調査し、同一のDNAを持つ男女の2名の記録を発見。ふたりが預けられていたサンディエゴの孤児施設を訪れ、記憶と同じ場所で木馬の実物を発見する。自分の出自に困惑するKに対し、ジョイは「生まれてきた」証拠だと喜び、Kに「ジョー」という人間の名を贈る。
一方、ウォレス社長は、レプリカントの生みの親であるタイレル博士が成功しながら、その後ロストテクノロジーとなっているレプリカントの生殖技術を欲しており、片腕であるレプリカントのラヴにレイチェルの子供を見つけ連れて来るよう命令する。ラヴはLAPDに忍び込んでレイチェルの遺骨を盗み出し、秘かにKの動向を追跡する。
Kは高名なレプリカント用記憶作家のアナ・ステリン博士を訪ね、自身の記憶の真贋鑑定を依頼する。ステリンは本物の誰かの記憶であると回答し、Kは激情を露わにする。Kはジョシに「出自を知らずにレプリカントとして働いていた対象の子供を見つけたが、処分した」と嘘の報告をし、携帯端末のエマネーターにジョイを連れて逃亡する。木馬の材質分析からゴーストタウン化したラスベガスを訪れ、カジノに身を隠していたデッカードと遭遇する。デッカードは30年前妊娠したレイチェルをある「仲間」に委ねたあと、発見されるリスクを避けるため、生まれた子供とは一切会っていないと打ち明ける。
エマネーターの反応喪失によってKの居所がつかめなくなったラヴは、ジョシのオフィスに押し入りKの行方を尋ねるがジョシは拒む。ラブはジョシを殺害し、ジョシの端末からKの所在を探り出してラスベガスに急行してデッカードを誘拐する。Kは抵抗するがラヴに叩きのめされ、エマネーターは破壊される。これによりジョイは消滅する。
Kはデッカードの仲間を名乗るフレイザ率いる「レプリカント解放運動」によって救助される。Kに仲間に加わるよう誘うフレイザは、レイチェルの子は男児ではなく、女児であることを明かす。Kはステリン博士がその娘であり、ステリンの記憶が自身に埋め込まれていたのだと悟る。フレイザは解放運動のメンバーと女児の安全を守るため、デッカードを殺害するようKに依頼する。一方、ウォレスはデッカードに子供を隠した仲間について詰問し、再生したレイチェルをその対価として用意するが、デッカードは拒否する。ウォレスはデッカードを地球外植民地（オフワールド）で拷問にかけることに決める。
ラヴはデッカードを拘束してLA空港に向かうが、途上でKの急襲を受ける。Kは死闘の末にラヴを殺し、デッカードの死亡も偽装したうえでデッカードをステリンの研究所へ連れて行く。デッカードを見送った後、Kは負った深傷を確認し、降り続く雪を眺めながら瞼を閉じた。

## 登場人物・キャスト
K / ジョー（Joe）
演 - ライアン・ゴズリング、日本語吹替 - 加瀬康之
本作の主人公。LAPDにてブレードランナーを務めるネクサス9型レプリカント。形式番号はKD6-3.7（ケー・ディー・シックス・ダッシュ・スリー・ドット・セブン）。同僚からは「人間もどき（skin-job）」と蔑まれている。
リック・デッカード（Rick Deckard）
演 - ハリソン・フォード、日本語吹替 - 磯部勉
前作の主人公。2019年にレプリカントのレイチェルと共に消息不明となった元ブレードランナー。
ジョイ（Joi）
演 - アナ・デ・アルマス、日本語吹替 - 小林沙苗
本作のヒロイン。ウォレス社製のAI搭載ホームオートメーションシステム。Kの良き理解者であり、恋人以上の存在。
ラヴ（Luv）
演 - シルヴィア・フークス、日本語吹替 - 志田有彩
ウォレスの代理人としてウォレス社の運営を取り仕切っているネクサス9型レプリカント。高い知性と戦闘力を備えている。
ジョシ警部補（Lieutenant Joshi）
演 - ロビン・ライト、日本語吹替 - 深見梨加
LAPD特捜班の司令であり、Kの直属の上司。レプリカントの出産にまつわるすべての痕跡の抹消をKに命じる。
マリエット（Mariette）
演 - マッケンジー・デイヴィス、日本語吹替 - 行成とあ
ビビのバーでたむろする娼婦のひとり。フレイザの依頼でKに接近する。
アナ・ステリン博士（Dr. Ana Stelline）
演 - カーラ・ジュリ、日本語吹替 - 恒松あゆみ
ステリン研究所所長。最高のレプリカント用記憶創造者。免疫不全のため、8歳の頃からガラス張りの気密室の中で生活している。
ミスター・コットン（Mister Cotton）
演 - レニー・ジェームズ、日本語吹替 - 辻親八
旧サンディエゴの廃棄物処理場「トラッシュ・メサ」にある超大型孤児院の経営者。
サッパー・モートン（Sapper Morton）
演 - デイヴ・バウティスタ、日本語吹替 - 木村雅史
ネクサス8型レプリカント。カランサのコロニーから脱走した元戦闘用レプリカントで、カリフォルニアの合成農場に身を潜めていた。製造番号：NK-68514。
ニアンダー・ウォレス（Niander Wallace）
演 - ジャレッド・レト、日本語吹替 - 桐本拓哉
ウォレス社代表。盲目の天才科学者で、遺伝子組み換え食物の開発によって世界規模の食糧危機を終結させた。ネクサス9型レプリカントの開発者。
ガフ（Gaff）
演 - エドワード・ジェームズ・オルモス、日本語吹替 - 佳月大人
デッカードのかつての同僚。現在は引退し老人ホームで暮らしている。折り紙を折る手癖は健在。
ドク・バッジャー（Doc Badger）
演 - バーカッド・アブディ
ブラックマーケットに店を構える、「シティスピーク（Cityspeak）」を話すフィクサー。
フレイザ（Freysa）
演 - ヒアム・アッバス、日本語吹替 - 藤生聖子
ネクサス8型レプリカントで構成されるレジスタンスの女性リーダー。
ココ（Coco）
演 - デヴィッド・ダストマルチャン、日本語吹替 - 上田燿司
LAPDの捜査官。
ナンデス（Nandez）
演 - ウッド・ハリス、日本語吹替 - 白熊寛嗣
LAPDの捜査官。
ファイル係（File Clerk）
演 - トーマス・レマルキス、日本語吹替 - 中村章吾
ウォレス社の記録保管所管理人。幼少期に「大停電」を経験している。
レプリカント（Replicant）
演 - サリー・ハームセン
最新型女性レプリカントの試作モデル。ウォレスの望む生殖能力を備えておらず、即座に「処分」される。
レイチェル（Rachael）
演 - ローレン・ペタ、ショーン・ヤング（アーカイバル・フッテージ）、日本語吹替 - 岡寛恵
前作のヒロイン。ウォレス社がタイレル社を買収した際に残っていたレイチェルのオリジナル資料は音声記録だけだったため、ラヴが奪った遺骨から再生した模倣体である。レイチェル型模倣レプリカントが登場するシーンにおいては、ローレン・ペタが代役を演じ、撮影後にCGで作り上げた頭部を合成している。撮影現場にはショーン・ヤング本人がアドバイザーとして参加、モーションキャプチャの作成にも協力している。

## 設定

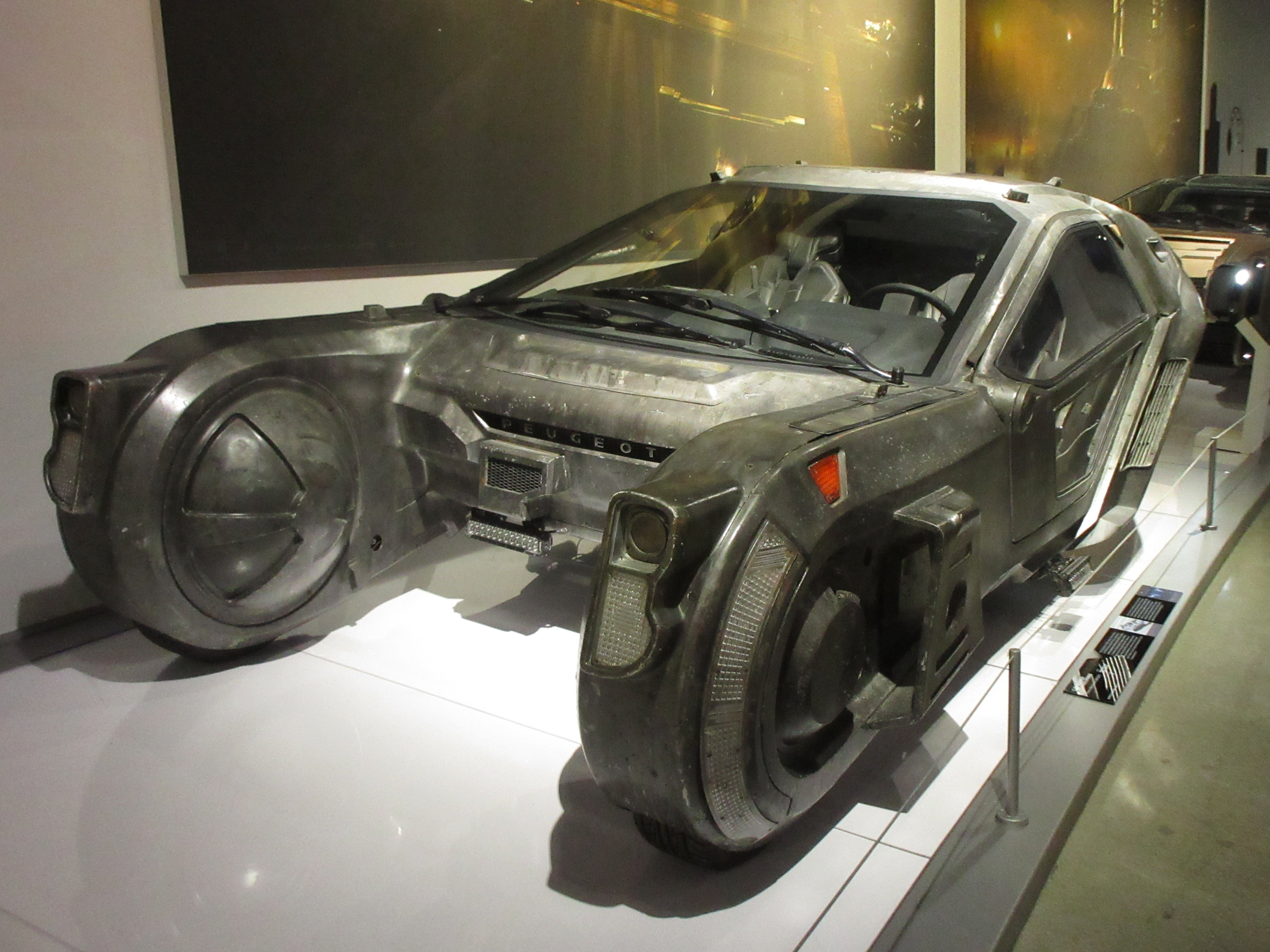
Kが搭乗したポリススピナーの劇用車
ロスアンゼルスのピーターセン自動車博物館（Petersen Automotive Museum）において2019年5月から2020年にかけて開催された特別展「Hollywood Dream Machines vehicles of science fiction and fantasy」にて展示された際のもの

本作における2049年という舞台設定は、あくまで前作『ブレードランナー』製作時に想像された2019年という未来世界の延長線上にある為、デジタル機器の発達等は現実世界のそれとは異なるものとなっている（監督のドゥニ・ヴィルヌーヴ曰く「2019年のブレードランナーの世界にはスティーブ・ジョブズなんていなかったから」）。
エマネーター（Emanator）
ウォレス社製ポータブルデバイス。ジョイのシステム本体と同期することで屋外にデータを持ち出すことができるようになる。起動音にセルゲイ・プロコフィエフの「ピーターと狼」から主人公ピーターの演奏フレーズが使用されている。
ウォレス社（Wallace Corporation）
二アンダー・ウォレスが代表を務める巨大企業。遺伝子組み換え食物の開発と技術提供で躍進、2028年にタイレル社の資産を買い取り新型レプリカント「ネクサス9型」を製造。地球外植民地（オフワールド）の開発を推し進めている。
基本検査（Post-Trauma Baseline Test）
KがLAPDに帰還する際に受けるレプリカントの精神状態を測る為の心理テスト。暗唱に使用されている言葉はウラジーミル・ナボコフの『青白い炎』から引用されている。
スピナー（Spinner）
通常の地上走行の他、垂直離着陸、空中を飛行することができる自動車の総称。Kが搭乗する「ポリススピナー」はプジョー製で、ルーフ部に「パイロットフィッシュ」と呼ばれる小型無人飛行探索機を、車底部には機関銃を搭載。発信装置により現在地をLAPDのジョシ警部補のオフィスで把握できるようになっている。ポリススピナーはダブル・ネガティブの田島光二がコンセプトデザインを担当。田島はジョイの巨大ホログラム、日本語の看板のデザイン等も手がけている。
大停電 / ブラックアウト（Blackout）
2022年にアメリカ西海岸で起きた大規模停電。何者かによって引き起こされた高高度核爆発によりEMPが発生、あらゆるインフラがダウンし都市機能が数週間停止した。これによりほとんどの電子記録が損傷、破壊され過去の記録が判読不能となってしまった。
タイレル社（Tyrell Corporation）
21世紀初頭にレプリカントを発明した企業。ブラックアウトと度重なるレプリカントの反乱で製造を禁止され、2023年に倒産。
ネクサス8型（Nexus-8）
タイレル社製のレプリカント。レプリカント製造禁止法成立以前に製造された旧型で、反乱の恐れがあると見なされており、「解任」の対象となっている。その為身分を偽り一般社会に身を潜めている。右目に製造番号が記されており、それによってフォークト＝カンプフ感情移入検査によるテストが必要だったネクサス6型と違い、人間かレプリカントかを判別することが容易になっている。
ネクサス9型（Nexus-9）
タイレル社の資産を手に入れたウォレスにより製造された最新型レプリカント。寿命年限は設定されておらず、自らの命を絶つことを主に命じられても一切逆らわないなど完璧な従順型として設計されている。
ブレードランナー（Blade Runner）
自我に目覚め反乱や脱走事件を起こし人間社会に紛れ込んでいるレプリカントを発見、「解任（抹殺）」する任務を負った警察の専任捜査官。強力なネクサス8型レプリカントに対抗する為に従順なネクサス9型レプリカントも捜査官として投入されている。
メモリー・ベアリング（Memory Bearing）
透明な球体型記録媒体。経年劣化により濁りが増すと、データの読み込みが難しくなる。ウォレス社の記録保管所に、レイチェルの保存データとして2019年のデッカードとの会話音声が記録されたメモリー・ベアリングが保管されていた。
ラスベガス（Las Vegas）
アメリカ西部の巨大なゴーストタウン。かつては歓楽街だったが、放射能汚染により人が立ち入れなくなり廃墟と化した。前作の美術を担当したシド・ミードがコンセプトデザインを手がけた。
レプリカント（Replicant）
宇宙開拓の為の労働力として遺伝子工学により産み出された人造人間。開発者はタイレル社社長エルドン・タイレル。人間を凌駕する身体能力と開発者と同等の高い知能を備えている。2023年より製造禁止法が施行されていたが、ウォレスの働きかけにより2036年より再び製造されるようになった。
ロサンゼルス（Los Angeles）
ウォレス社地球本部がそびえ立つアメリカ西海岸に位置する大都市。海面上昇により沿岸の陸地は失われ、市街地は内陸に移動している。「セプルベダウォール」と呼ばれる巨大な防壁によって海から守られている。住人のほとんどが外出時には防塵マスクを着用するほど空気が淀んでおり、映像が投影しやすいので、3Dのホログラム映像が広告として使用されている。

## 年表
2019年（『ブレードランナー』）
タイレル社社長エルドン・タイレルが「ネクサス6型」レプリカント、ロイ・バッティに殺害される。
ブレードランナーのリック・デッカードがレプリカントのレイチェルと共にロサンゼルスから逃亡。
2020年
多くの反乱を起こした「ネクサス6型」レプリカント達は寿命年限を迎え死滅。
タイレル社は年限を設定していない「ネクサス8型」を市場に投入したが、人間至上主義運動が興った結果、レプリカントと見なされた者が私刑のうえ虐殺される事件が相次ぐ。
2022年（『ブレードランナー ブラックアウト2022』）
アメリカ西海岸で何者かにより高高度核爆発が引き起こされ、EMPのために電気通信インフラとあらゆる電磁気記録が破壊される「大停電｣が発生。都市機能は大打撃を受ける。
2023年
「大停電」はレプリカントの仕業ではないかという世論に後押しされ、レプリカントは法律で無期限に製造禁止となり、タイレル社は倒産する。
2025年
科学者ニアンダー・ウォレスが遺伝子工学を応用した合成食料の技術を無償公開。合成農場が多数建設され、深刻化した環境破壊による世界的な食糧危機が解決に向かう。
2028年
ウォレスが旧タイレル社の資産を手に入れる。
2036年（『2036: ネクサス・ドーン』）
より従順で寿命制御も可能な「ネクサス9型」の開発を進めたウォレスは、政治家に働きかけてレプリカント禁止法を廃止させる。
2040年台初頭
違法レプリカントである「ネクサス8型」の解任の為、LAPDはブレードランナーの組織を強化する。
2048年（『2048: ノーウェア・トゥ・ラン』）
ビビのバーにて発生したトラブルにより、「ネクサス8型」レプリカント、サッパー・モートンの所在が明らかになる。
2049年
ブレードランナーKにより、2019年より行方不明となっていたレイチェルの遺骨が発見される。

## 製作

### 進展

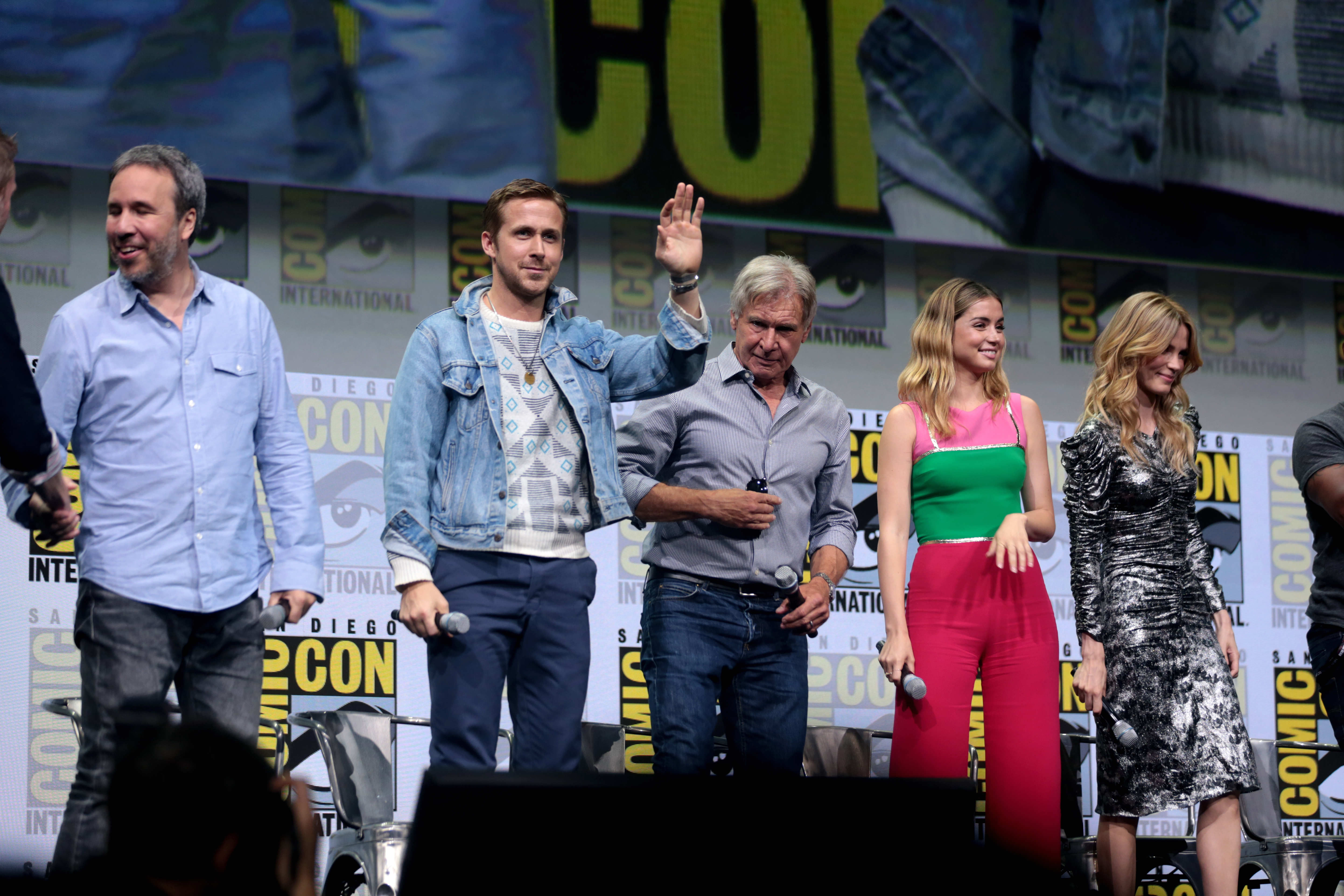
サンディエゴ・コミコン2017に出演した監督と主要キャスト

『ブレードランナー』の続編については、1990年代中何度も話題になっては消えていったが、具体的な進展は1999年頃に始まった。イギリスの映画監督スチュアート・ヘイゼルディンは、K・W・ジーターによる映画の続編小説『Blade Runner 2: The Edge of Human（邦題『ブレードランナー2 レプリカントの墓標』）』を元に『Blade Runner Down』と名づけた続編のプロットを書いていたが、権利上の問題から企画は中止となった。
リドリー・スコットは、2007年のサンディエゴ・コミコンに出席した際、『メトロポリス』と名づけられた続編の開発を検討していると発言した。共同執筆者のトラヴィス・アダム・ライトは、前作で製作総指揮を務めたバッド・ヨーキンと共に数年間このプロジェクトに携わった。2008年までにこのプロジェクトを去ったジョン・グレンは、タイレル博士死後のタイレル社と辺境にある植民地について描くと述べた。
2009年6月、ニューヨーク・タイムズは、リドリーと弟のトニー・スコットが、『ブレードランナー』の前日譚『ピュアフォールド』に取り組んでいたと報じられた。最初にウェブとその後、おそらくテレビを目指した一連の5-10分の短編として企画された。ただし、権利問題のため、このシリーズは『ブレードランナー』の登場人物や出来事と密接に関連してはいなかったとされる。2010年2月7日、資金調達上の問題により、制作が中止されたことが発表された。2011年3月4日、ヨーキンが新しい続編を企画していると報じられた。クリストファー・ノーランに監督のオファーを出していたとも報じられた。
2011年8月18日、スコットが続編の制作を指揮すると発表されたが、少なくとも2013年までは作業が開始されなかった。プロデューサーのアンドリュー・コソーヴは、ハリソン・フォードは関与しそうにないと示唆した。スコットは、この映画を「続編になる可能性がある」と述べたが、以前のキャストなしには「脚本家は完成させることはできなかっただろう」とも述べた。2012年2月6日、コソーヴは次のように述べた。「フォードが続編に参加するかどうか議論があったことは間違いありません。断っておくが、我々がリドリーとやろうとしていることは、ストーリーの背骨を壊そうとする苦労の多いプロセスなのです。この映画の配役は現時点では全く考えていません」。2012年10月、スコットは続編の可能性について質問されたとき、「それはうわさではない。今起きていることなのだ。フォードと？まだわからない。彼は年を取りすぎたか？そうだね、彼はネクサス6型だったので、あとどれくらい生きられるかは不明だ。今の段階で言えるのはそれだけだ。」と冗談交じりに答えた。
2014年11月、スコットは製作総指揮に回る事を発表した。撮影は同年後半から2015年に始まり、フォードは続編の「第3幕」にしか現れないだろうと述べた。2015年2月26日、監督にドゥニ・ヴィルヌーヴを起用すること、脚本・原案としてハンプトン・ファンチャーが再び参加、フォードも再演することが発表された。8月18日、制作のヨーキンが死去、代役として妻のシンシア・サイクスが就任した。

### プリプロダクション
2015年4月16日、 ライアン・ゴズリングと出演の交渉を開始した。彼は2015年11月、ヴィルヌーヴと撮影監督ロジャー・ディーキンスの参加を条件に、出演を受けることを発表した。ディーキンスは2016年5月20日に撮影監督として雇われた。主な撮影は7月に開始され、 アメリカ国内での配給をワーナー・ブラザースが、 海外での配給をソニー・ピクチャーズ エンタテインメントが行うことが決まった。2016年2月18日、公開日が2018年1月12日と発表された。
2016年3月31日、ロビン・ライトが出演について最終的な交渉に入った。4月2日、デイヴ・バウティスタは自身のツイッターにて、ユニコーンの折り紙を持った写真を掲載し、映画への出演を示唆した。バウティスタとライトは4月4日にキャストに決定し、7月の撮影開始が確定した。2016年4月下旬、公開日が2017年10月6日に繰り上がり、アナ・デ・アルマスとシルヴィア・フークスがキャストに加わった。2016年5月、カーラ・ジュリの出演が決まった。6月、マッケンジー・デイヴィスとバーカッド・アブディの出演が決まった。7月、デヴィッド・ダストマルチャン 、ヒアム・アッバス 、レニー・ジェームズがキャストに加わった。8月、ジャレッド・レトの出演が決まった。ヴィルヌーヴはデヴィッド・ボウイも出演させようと考えていたが、制作が始まる前に死去したため、断念された。2017年3月、エドワード・ジェームズ・オルモスは、ガフとして再び出演したことを認めた。
2015年のトロント国際映画祭でインタビューを受けたヴィルヌーヴは、デッカードが人間であるかレプリカントであるかという疑問について、プロット上はあいまいだと述べていた。ヴィルヌーヴは、この映画は前作から数十年後の設定で、「ロサンゼルスが再び舞台となり、地球の雰囲気は異なるだろう。気候は過酷で、海、雨、雪はすべて有毒になる」と述べた。

### 撮影
主要撮影は、ハンガリーのブダペストで2016年7月から11月にかけて行われた。2016年8月25日に、作業員がOrigo Studiosで映画のセット解体中に事故死した。ロサンゼルス周辺でも撮影が行われ、バーバンクにあるワーナーの野外撮影所、ユニオン駅、ブラッドベリー・ビル、エニス邸など、前作と同じロケ地も使用された。

### ポストプロダクション
ワーナー・ブラザースは2016年10月初め、映画タイトルを『ブレードランナー 2049』と発表した。編集は12月にロサンゼルスで開始され、R指定となることが予告された2017年のサンディエゴ・コミック・コンでヴィルヌーヴは、上映時間は約2時間半だと語った。

### サウンドトラック
ラッパープロデューサーのEl-Pは、最初の予告編の音楽を作曲するよう依頼されたが、彼のスコアは「拒否されたり無視された」という。ヴィルヌーヴと『プリズナーズ』、『ボーダーライン』、『メッセージ』などで共に仕事をしていたヨハン・ヨハンソンが、音楽担当として発表された。しかし、2017年7月にハンス・ジマーとベンジャミン・ウォルフィッシュに変更され、9月にヨハンソンの代理人は、彼がもはや関与していないこと、そして契約上詳細についてコメントすることを禁じられていることを述べた。
サウンドトラックアルバムは、2017年10月5日にデジタルにて発売され、世界11カ国のiTunesチャートで1位に輝いた。CD版は2枚組となりエピック・レコードより2017年10月27日にアメリカで発売された。CD版はカバーアートワークがそれぞれ異なるふたつのエディションで発売され、２種類とも2049枚限定生産シリアルナンバー入りとなっている。その後通常版CDの一般発売が発表され、日本盤は2017年11月22日に発売された。2500枚限定生産、シリアルナンバー入り２枚組レコード版もフランク・シナトラとエルビス・プレスリーの楽曲を抜いた20曲入りで発売された。
| 全作詞・作曲: ハンス・ジマー、ベンジャミン・ウォルフィッシュ。 | |                                                  |                                                  |       |
| #                                                              | タイトル                                                                                             | 作詞                                             | 作曲・編曲                                       | 時間  |
| 1.                                                             | 「2049」                                                                                             | ハンス・ジマー 、 ベンジャミン・ウォルフィッシュ | ハンス・ジマー 、 ベンジャミン・ウォルフィッシュ | 3:37  |
| 2.                                                             | 「Sapper's Tree」                                                                                    | ハンス・ジマー 、 ベンジャミン・ウォルフィッシュ | ハンス・ジマー 、 ベンジャミン・ウォルフィッシュ | 1:36  |
| 3.                                                             | 「Flight to LAPD」                                                                                   | ハンス・ジマー 、 ベンジャミン・ウォルフィッシュ | ハンス・ジマー 、 ベンジャミン・ウォルフィッシュ | 1:47  |
| 4.                                                             | 「Summer Wind - (Frank Sinatra)」                                                                    | ハンス・ジマー 、 ベンジャミン・ウォルフィッシュ | ハンス・ジマー 、 ベンジャミン・ウォルフィッシュ | 2:54  |
| 5.                                                             | 「Rain」                                                                                             | ハンス・ジマー 、 ベンジャミン・ウォルフィッシュ | ハンス・ジマー 、 ベンジャミン・ウォルフィッシュ | 2:26  |
| 6.                                                             | 「Wallace」                                                                                          | ハンス・ジマー 、 ベンジャミン・ウォルフィッシュ | ハンス・ジマー 、 ベンジャミン・ウォルフィッシュ | 5:23  |
| 7.                                                             | 「Memory」                                                                                           | ハンス・ジマー 、 ベンジャミン・ウォルフィッシュ | ハンス・ジマー 、 ベンジャミン・ウォルフィッシュ | 2:32  |
| 8.                                                             | 「Mesa」                                                                                             | ハンス・ジマー 、 ベンジャミン・ウォルフィッシュ | ハンス・ジマー 、 ベンジャミン・ウォルフィッシュ | 3:10  |
| 9.                                                             | 「Orphanage」                                                                                        | ハンス・ジマー 、 ベンジャミン・ウォルフィッシュ | ハンス・ジマー 、 ベンジャミン・ウォルフィッシュ | 1:13  |
| 10.                                                            | 「Furnace」                                                                                          | ハンス・ジマー 、 ベンジャミン・ウォルフィッシュ | ハンス・ジマー 、 ベンジャミン・ウォルフィッシュ | 3:41  |
| 11.                                                            | 「Someone Lived This」                                                                               | ハンス・ジマー 、 ベンジャミン・ウォルフィッシュ | ハンス・ジマー 、 ベンジャミン・ウォルフィッシュ | 3:13  |
| 12.                                                            | 「Joi」                                                                                              | ハンス・ジマー 、 ベンジャミン・ウォルフィッシュ | ハンス・ジマー 、 ベンジャミン・ウォルフィッシュ | 3:51  |
| 13.                                                            | 「Pilot」                                                                                            | ハンス・ジマー 、 ベンジャミン・ウォルフィッシュ | ハンス・ジマー 、 ベンジャミン・ウォルフィッシュ | 2:17  |
| 14.                                                            | 「Suspicious Minds - (Elvis Presley)」                                                               | ハンス・ジマー 、 ベンジャミン・ウォルフィッシュ | ハンス・ジマー 、 ベンジャミン・ウォルフィッシュ | 4:22  |
| 15.                                                            | 「Can't Help Falling in Love - (Elvis Presley & The Jordanaires)」                                   | ハンス・ジマー 、 ベンジャミン・ウォルフィッシュ | ハンス・ジマー 、 ベンジャミン・ウォルフィッシュ | 3:02  |
| 16.                                                            | 「One For My Baby (And One More For the Road) - (Frank Sinatra)」                                    | ハンス・ジマー 、 ベンジャミン・ウォルフィッシュ | ハンス・ジマー 、 ベンジャミン・ウォルフィッシュ | 4:24  |
| 17.                                                            | 「Hijack」                                                                                           | ハンス・ジマー 、 ベンジャミン・ウォルフィッシュ | ハンス・ジマー 、 ベンジャミン・ウォルフィッシュ | 5:32  |
| 18.                                                            | 「That's Why We Believe」                                                                            | ハンス・ジマー 、 ベンジャミン・ウォルフィッシュ | ハンス・ジマー 、 ベンジャミン・ウォルフィッシュ | 3:36  |
| 19.                                                            | 「Her Eyes Were Green」                                                                              | ハンス・ジマー 、 ベンジャミン・ウォルフィッシュ | ハンス・ジマー 、 ベンジャミン・ウォルフィッシュ | 6:17  |
| 20.                                                            | 「Sea Wall」                                                                                         | ハンス・ジマー 、 ベンジャミン・ウォルフィッシュ | ハンス・ジマー 、 ベンジャミン・ウォルフィッシュ | 9:52  |
| 21.                                                            | 「All the Best Memories Are Hers」                                                                   | ハンス・ジマー 、 ベンジャミン・ウォルフィッシュ | ハンス・ジマー 、 ベンジャミン・ウォルフィッシュ | 3:22  |
| 22.                                                            | 「Tears In the Rain」                                                                                | ハンス・ジマー 、 ベンジャミン・ウォルフィッシュ | ハンス・ジマー 、 ベンジャミン・ウォルフィッシュ | 2:10  |
| 23.                                                            | 「Blade Runner」                                                                                     | ハンス・ジマー 、 ベンジャミン・ウォルフィッシュ | ハンス・ジマー 、 ベンジャミン・ウォルフィッシュ | 10:05 |
| 24.                                                            | 「Almost Human (From the Original Motion Picture Soundtrack "Blade Runner 2049") - (Lauren Daigle)」 | ハンス・ジマー 、 ベンジャミン・ウォルフィッシュ | ハンス・ジマー 、 ベンジャミン・ウォルフィッシュ | 3:22  |

## 公開
2016年12月19日にワーナー・ブラザースとコロンビア映画は共同発表で試写を行った。2017年5月5日に15秒間の予告編をティーザーとして公開、2017年5月8日に完全な予告編が公開された。2番目の予告編は、2017年7月17日に公開された。
2017年10月3日にロサンゼルスのドルビー・シアターで初演されたが、ラスベガス・ストリップ銃撃事件の影響で、試写前のレッドカーペットのイベントがキャンセルされた。翌日、モントリオールのフェスティバル・デュ・ヌーボー・シネマで本編の初演となった。制作のアルコン・エンターテインメントはOculus VRと提携して、そのバーチャルリアリティフォーマット専用にコンテンツを制作し、2017年10月6日の劇場公開に合わせて配信した。
アメリカ国内ではワーナー・ブラザース、海外ではソニー・ピクチャーズ エンタテインメントがリリースした。標準の2Dおよび3Dフォーマットに加えて、 IMAXシアターが含まれる。北米の映画愛好家の間で、（3Dとは対照的に）IMAX 2Dの人気があったため、IMAXの劇場ではアメリカ国内では2Dでしか見られなかったが、国際的には3D形式で上映された。
MPAAで「暴力、性的、裸、言葉」によりRレーティングされた。リリースに先立ち、ヴィルヌーヴは「（複数のバージョンが製作された）『ブレードランナー』とは違い、本作は劇場版が唯一のバージョンになる。もし他のバージョンがあるとしたら、それは私が作ったものではない」と語った。

### マーケティング
2017年7月20日から23日にかけてサンディエゴで開催されたコミコン・インターナショナルにて、『ブレードランナー2049』を題材としたアトラクション「Blade Runner 2049 Experience」が開催された。劇中のロサンゼルスのストリートを再現した会場では、作品のコンセプトアート、撮影で使用した小道具と衣装が展示されたほか、シアタースペースにてVRコンテンツが公開された。このVRコンテンツは3作連続での公開を予定しており、『Left 4 Dead』を開発したことで知られるタートル・ロック・スタジオが担当した『Blade Runner 2049: Replicant Pursuit』が1作目とされ、2作目となる『Blade Runner 2049: Memory Lab』とともにGear VR向けに無料公開されている。
『ブレードランナー』と『ブレードランナー2049』の間の30年間の出来事を描いた3つの短編が前日譚として制作され、ウェブ配信された。3編ともDVD、ブルーレイに映像特典として収録されている。
- 『ブレードランナー ブラックアウト2022』
渡辺信一郎監督による短編アニメーション。2022年、レプリカントのイギーらが反乱を始め、「大停電」の原因となった事件を起こす。

- 『2036: ネクサス・ドーン』
ルーク・スコット（英語版）監督による短編。2036年、レプリカント製造禁止を解除しようとして議員に最新型のネクサス9型レプリカントを提示するニアンダー・ウォレスを描く。

- 『2048: ノーウェア・トゥ・ラン』
ルーク・スコット監督による短編。2048年、母親と娘を凶悪犯から守る反逆レプリカント、サッパー・モートンを描く。

スコッチウイスキーブランド「ジョニー・ウォーカー」が『ブレードランナー2049』とのプロモーションコラボとしてカスタムブレンドウイスキー「ジョニー・ウォーカー・ブラックラベル・ディレクターズカット」を3万9000本の数量限定で発売。ボトルはオリジナルの特注で、劇中にも登場している。ジョニー・ウォーカーは同じく『ブレードランナー2049』よりインスピレーションを得たカクテル動画シリーズ5編を制作した。
アメリカ合衆国のビデオゲーム会社「アタリ」との公式コラボレーション・アイテムとして、スピーカー内蔵ATARIキャップのリミテッドエディションが発売された。

### 日本でのプロモーション
「限定特典付き前売ムビチケカード」が2017年7月10日に2049枚限定で先行発売された。特典は「留之助ブラスター1/5 ミニチュア ブラック・エディション」。通常版のムビチケカードは7月28日より2種類のデザインで発売された。特典は「3Dホログラムプリズム」。
映画監督、アニメーション監督など日本の各界の著名人が映画『ブレードランナー2049』を語る動画が公開された。
デッカード役のハリソン・フォード、ジョイ役のアナ・デ・アルマス、ラヴ役のシルヴィア・フークス、監督のドゥニ・ヴィルヌーヴが来日。来日記者会見が2017年10月23日に東京・六本木のザ・リッツ・カールトン東京で開かれた
。ハリソン・フォードの来日は9年ぶりとなる。4人は翌日10月24日、TOHOシネマズ六本木ヒルズにて開催された『ブレードランナー2049』ジャパンプレミアに登壇。舞台挨拶を行った。

### ホームメディア
日本では2018年3月2日に発売。発売・販売元はソニー・ピクチャーズ エンタテインメント。
- 【初回生産限定】ブレードランナー2049 Blu-ray 2枚組（本編Blu-ray+特典Blu-ray）+封入特典限定ブックレットType-B（20P）
- 【初回生産限定】ブレードランナー2049 DVD 2枚組（本編DVD+特典DVD）+封入特典限定ブックレットType-B（20P）
- 【初回生産限定】ブレードランナー2049 IN 3D 3枚組（本編Blu-ray 3D+本編Blu-ray+特典Blu-ray）+封入特典限定ブックレットType-B（20P）
- 【初回生産限定】ブレードランナー2049 4K ULTRA HD&ブルーレイセット 3枚組（本編4K ULTRA HD Blu-ray+本編Blu-ray+特典Blu-ray）+封入特典限定ブックレットType-B（20P）
- 【3,000セット限定生産】ブレードランナー2049 日本限定プレミアムBOX 4枚組（本編4K ULTRA HD Blu-ray+本編Blu-ray 3D+本編Blu-ray+特典Blu-ray / 日本オリジナルレーベル仕様）+オリジナル・スチールブック+NECA（英語版）社製デッカード・ブラスターレプリカ（シリアルナンバー入り）+NECA社製“木馬”レプリカ+B3両面ポスター+井上三太描き下ろしアートカード+封入特典限定ブックレットType-A（60P）

## 反響

### 興行成績
本作は全世界合計で2億5920万ドルを稼いだが、1億5000万から1億8500万ドルと推定される製作費で利益を上げるには4億ドル程度の売り上げが必要であり、8000万ドル程度の損失を出したとハリウッド・レポーター誌は報じた。

### 評価
映画批評家レビュー集積サイト「Rotten Tomatoes」では、2017年12月22日現在、336件のレビューがあり、批評家支持率は87％、平均点は10点満点で8.2点となっている。「Metacritic」には、53件のレビューがあり加重平均値は81/100となっている。
英エンパイア誌が選ぶ2017年のベスト映画10本にて第2位に選ばれた。

## 受賞
| 年   | 映画賞                                                                     | 賞                                                       | 対象 | 結果       | 出典                    |
| ---- | -------------------------------------------------------------------------- | -------------------------------------------------------- | --- | ---------- | ----------------------- |
| 2016 | 2016年インディワイヤー映画批評家協会賞                                     | 2017年期待作                                             | ブレードランナー2049 | 受賞       | [ 85 ]                  |
| 2017 | 第18回ゴールデン・トレーラー・アワード                                     | ベスト・オブ・ショー                                     | ブレードランナー2049 | ノミネート | [ 86 ] [ 87 ]           |
| 2017 | 第18回ゴールデン・トレーラー・アワード                                     | ベスト・ティーザー                                       | ブレードランナー2049 | 受賞       | [ 86 ] [ 87 ]           |
| 2017 | 第43回ロサンゼルス映画批評家協会賞                                         | 美術賞                                                   | デニス・ガスナー | 受賞       | [ 88 ] [ 89 ]           |
| 2017 | 第43回ロサンゼルス映画批評家協会賞                                         | 撮影賞                                                   | ロジャー・ディーキンス | 次点       | [ 88 ] [ 89 ]           |
| 2017 | 第21回ハリウッド映画賞                                                     | プロデューサー賞                                         | アンドリュー・コソーヴ、ブロデリック・ジョンソン、シンシア・サイクス・ヨーキン | 受賞       | [ 90 ]                  |
| 2017 | 第21回ハリウッド映画賞                                                     | 撮影賞                                                   | ロジャー・ディーキンス | 受賞       | [ 90 ]                  |
| 2017 | 第21回ハリウッド映画賞                                                     | 美術賞                                                   | デニス・ガスナー | 受賞       | [ 90 ]                  |
| 2017 | 第8回ハリウッド・ミュージック・イン・メディア・アワード                    | 作曲賞(SFファンタジー部門)                               | ハンス・ジマー、ベンジャミン・ウォルフィッシュ | ノミネート | [ 91 ]                  |
| 2017 | 第11回デトロイト映画批評家協会賞                                           | 音楽賞                                                   | ブレードランナー2049 | ノミネート | [ 92 ]                  |
| 2017 | 第16回ワシントンD.C.映画批評家協会賞                                       | 脚色賞                                                   | ハンプトン・ファンチャー、マイケル・グリーン | ノミネート | [ 93 ]                  |
| 2017 | 第16回ワシントンD.C.映画批評家協会賞                                       | 美術賞                                                   | デニス・ガスナー、アレッサンドラ・ケルゾーラ | 受賞       | [ 93 ]                  |
| 2017 | 第16回ワシントンD.C.映画批評家協会賞                                       | 撮影賞                                                   | ロジャー・ディーキンス | 受賞       | [ 93 ]                  |
| 2017 | 第16回ワシントンD.C.映画批評家協会賞                                       | 編集賞                                                   | ジョー・ウォーカー | ノミネート | [ 93 ]                  |
| 2017 | 第16回ワシントンD.C.映画批評家協会賞                                       | 作曲賞                                                   | ハンス・ジマー、ベンジャミン・ウォルフィッシュ | 受賞       | [ 93 ]                  |
| 2017 | 第6回ボストン・オンライン映画批評家協会賞                                  | 撮影賞                                                   | ロジャー・ディーキンス | 受賞       | [ 94 ]                  |
| 2017 | 第38回ボストン映画批評家協会賞                                             | 撮影賞                                                   | ブレードランナー2049 | 次点       | [ 95 ]                  |
| 2017 | 第16回サンフランシスコ映画批評家協会賞                                     | 撮影賞                                                   | ロジャー・ディーキンス | 受賞       | [ 96 ]                  |
| 2017 | 第16回サンフランシスコ映画批評家協会賞                                     | 美術賞                                                   | デニス・ガスナー | ノミネート | [ 96 ]                  |
| 2017 | 第16回サンフランシスコ映画批評家協会賞                                     | 作曲賞                                                   | ハンス・ジマー、ベンジャミン・ウォルフィッシュ | ノミネート | [ 96 ]                  |
| 2017 | 第16回サンフランシスコ映画批評家協会賞                                     | 編集賞                                                   | ジョー・ウォーカー | ノミネート | [ 96 ]                  |
| 2017 | 第1回フィラデルフィア映画批評家協会賞                                      | 撮影賞                                                   | ブレードランナー2049 | 受賞       | [ 97 ]                  |
| 2017 | 第22回サンディエゴ映画批評家協会賞                                         | 撮影賞                                                   | ロジャー・ディーキンス | ノミネート | [ 98 ] [ 99 ]           |
| 2017 | 第22回サンディエゴ映画批評家協会賞                                         | 美術賞                                                   | デニス・ガスナー、アレッサンドラ・ケルゾーラ | 次点       | [ 98 ] [ 99 ]           |
| 2017 | 第22回サンディエゴ映画批評家協会賞                                         | 視覚効果賞                                               | ブレードランナー2049 | ノミネート | [ 98 ] [ 99 ]           |
| 2017 | 第30回シカゴ映画批評家協会賞                                               | 脚色賞                                                   | ハンプトン・ファンチャー、マイケル・グリーン | ノミネート | [ 100 ]                 |
| 2017 | 第30回シカゴ映画批評家協会賞                                               | 美術賞                                                   | ブレードランナー2049 | 受賞       | [ 100 ]                 |
| 2017 | 第30回シカゴ映画批評家協会賞                                               | 作曲賞                                                   | ハンス・ジマー、ベンジャミン・ウォルフィッシュ | ノミネート | [ 100 ]                 |
| 2017 | 第30回シカゴ映画批評家協会賞                                               | 撮影賞                                                   | ロジャー・ディーキンス | 受賞       | [ 100 ]                 |
| 2017 | 第23回ダラス・フォートワース映画批評家協会賞                               | 撮影賞                                                   | ロジャー・ディーキンス | 次点       | [ 101 ]                 |
| 2017 | 第12回ダブリン映画批評家協会賞                                             | 作品賞                                                   | ブレードランナー2049 | ４位       | [ 102 ]                 |
| 2017 | 第12回ダブリン映画批評家協会賞                                             | 監督賞                                                   | ドゥニ・ヴィルヌーヴ | ２位       | [ 102 ]                 |
| 2017 | 第12回ダブリン映画批評家協会賞                                             | 男優賞                                                   | ライアン・ゴズリング | 次点       | [ 102 ]                 |
| 2017 | 第12回ダブリン映画批評家協会賞                                             | 脚本賞                                                   | ハンプトン・ファンチャー、マイケル・グリーン | 次点       | [ 102 ]                 |
| 2017 | 第12回ダブリン映画批評家協会賞                                             | 撮影賞                                                   | ロジャー・ディーキンス | １位       | [ 102 ]                 |
| 2017 | 第4回フェニックス批評家サークル賞                                          | 最優秀SF映画賞                                           | ブレードランナー2049 | 受賞       | [ 103 ]                 |
| 2017 | 第4回フェニックス批評家サークル賞                                          | 作曲賞                                                   | ハンス・ジマー、ベンジャミン・ウォルフィッシュ | ノミネート | [ 103 ]                 |
| 2017 | 第4回フェニックス批評家サークル賞                                          | 撮影賞                                                   | ロジャー・ディーキンス | 受賞       | [ 103 ]                 |
| 2017 | 第14回セントルイス映画批評家協会賞                                         | 監督賞                                                   | ドゥニ・ヴィルヌーヴ | ノミネート | [ 104 ]                 |
| 2017 | 第14回セントルイス映画批評家協会賞                                         | 撮影賞                                                   | ロジャー・ディーキンス | 受賞       | [ 104 ]                 |
| 2017 | 第14回セントルイス映画批評家協会賞                                         | 美術賞                                                   | デニス・ガスナー | ノミネート | [ 104 ]                 |
| 2017 | 第14回セントルイス映画批評家協会賞                                         | 視覚効果賞                                               | ブレードランナー2049 | 受賞       | [ 104 ]                 |
| 2017 | 第14回セントルイス映画批評家協会賞                                         | 作曲賞                                                   | ハンス・ジマー、ベンジャミン・ウォルフィッシュ | ノミネート | [ 104 ]                 |
| 2017 | 第13回ノーステキサス映画批評家協会賞                                       | 撮影賞                                                   | ロジャー・ディーキンス | 受賞       | [ 105 ]                 |
| 2017 | 第13回ノーステキサス映画批評家協会賞                                       | 監督賞                                                   | ドゥニ・ヴィルヌーヴ | ノミネート | [ 106 ]                 |
| 2017 | 第21回ラスベガス映画批評家協会賞                                           | 撮影賞                                                   | ロジャー・ディーキンス | 受賞       | [ 107 ]                 |
| 2017 | 第21回ラスベガス映画批評家協会賞                                           | 美術賞                                                   | ブレードランナー2049 | 受賞       | [ 107 ]                 |
| 2017 | 第21回ラスベガス映画批評家協会賞                                           | 視覚効果賞                                               | ブレードランナー2049 | 受賞       | [ 107 ]                 |
| 2017 | 第21回ラスベガス映画批評家協会賞                                           | 衣裳デザイン賞                                           | ブレードランナー2049 | 受賞       | [ 107 ]                 |
| 2017 | 第2回シアトル映画批評家協会賞                                              | 作品賞                                                   | ブレードランナー2049 | ノミネート | [ 108 ] [ 109 ]         |
| 2017 | 第2回シアトル映画批評家協会賞                                              | 監督賞                                                   | ドゥニ・ヴィルヌーヴ | ノミネート | [ 108 ] [ 109 ]         |
| 2017 | 第2回シアトル映画批評家協会賞                                              | 撮影賞                                                   | ロジャー・ディーキンス | 受賞       | [ 108 ] [ 109 ]         |
| 2017 | 第2回シアトル映画批評家協会賞                                              | 衣装デザイン賞                                           | レネー・エイプリル | ノミネート | [ 108 ] [ 109 ]         |
| 2017 | 第2回シアトル映画批評家協会賞                                              | 編集賞                                                   | ジョー・ウォーカー | ノミネート | [ 108 ] [ 109 ]         |
| 2017 | 第2回シアトル映画批評家協会賞                                              | 作曲賞                                                   | ハンス・ジマー、ベンジャミン・ウォルフィッシュ | ノミネート | [ 108 ] [ 109 ]         |
| 2017 | 第2回シアトル映画批評家協会賞                                              | 美術賞                                                   | デニス・ガスナー、アレッサンドラ・ケルゾーラ | 受賞       | [ 108 ] [ 109 ]         |
| 2017 | 第2回シアトル映画批評家協会賞                                              | 視覚効果賞                                               | ジョン・ネルソン、ポール・ランバート、リチャード・R・フーバー、ゲルト・ネフツァー | ノミネート | [ 108 ] [ 109 ]         |
| 2017 | 第9回インディアナ映画ジャーナリスト協会賞                                  | 作品賞                                                   | ブレードランナー2049 | ノミネート | [ 110 ]                 |
| 2017 | 第9回インディアナ映画ジャーナリスト協会賞                                  | 脚色賞                                                   | ハンプトン・ファンチャー、マイケル・グリーン | 次点       | [ 110 ]                 |
| 2017 | 第9回インディアナ映画ジャーナリスト協会賞                                  | 作曲賞                                                   | ハンス・ジマー、ベンジャミン・ウォルフィッシュ | 次点       | [ 110 ]                 |
| 2017 | ユタ映画批評家協会賞                                                       | 脚色賞                                                   | ブレードランナー2049 | 受賞       | [ 111 ]                 |
| 2017 | ユタ映画批評家協会賞                                                       | 撮影賞                                                   | ブレードランナー2049 | 受賞       | [ 111 ]                 |
| 2017 | ユタ映画批評家協会賞                                                       | 作曲賞                                                   | ブレードランナー2049 | ノミネート | [ 111 ]                 |
| 2017 | 第26回サウスイースタン映画批評家協会賞                                     | 撮影賞                                                   | ロジャー・ディーキンス | 次点       | [ 112 ]                 |
| 2017 | 第18回フェニックス映画批評家協会賞                                         | 作品賞                                                   | ブレードランナー2049 | ノミネート | [ 113 ]                 |
| 2017 | 第18回フェニックス映画批評家協会賞                                         | 脚色賞                                                   | ブレードランナー2049 | ノミネート | [ 113 ]                 |
| 2017 | 第18回フェニックス映画批評家協会賞                                         | 作曲賞                                                   | ブレードランナー2049 | ノミネート | [ 113 ]                 |
| 2017 | 第18回フェニックス映画批評家協会賞                                         | 撮影賞                                                   | ブレードランナー2049 | 受賞       | [ 113 ]                 |
| 2017 | 第18回フェニックス映画批評家協会賞                                         | 編集賞                                                   | ブレードランナー2049 | ノミネート | [ 113 ]                 |
| 2017 | 第18回フェニックス映画批評家協会賞                                         | 美術賞                                                   | ブレードランナー2049 | ノミネート | [ 113 ]                 |
| 2017 | 第18回フェニックス映画批評家協会賞                                         | 衣裳デザイン賞                                           | ブレードランナー2049 | ノミネート | [ 113 ]                 |
| 2017 | 第18回フェニックス映画批評家協会賞                                         | 視覚効果賞                                               | ブレードランナー2049 | ノミネート | [ 113 ]                 |
| 2017 | 2017年インディワイヤー映画批評家協会賞                                     | 撮影賞                                                   | ブレードランナー2049 | 受賞       | [ 114 ]                 |
| 2017 | IGNベストオブ2017アワード                                                  | ムービー・オブ・ザ・イヤー                               | ブレードランナー2049 | 受賞       | [ 115 ]                 |
| 2017 | IGNベストオブ2017アワード                                                  | SFファンタジー映画賞                                     | ブレードランナー2049 | 受賞       | [ 116 ]                 |
| 2017 | IGNベストオブ2017アワード                                                  | 監督賞                                                   | ドゥニ・ヴィルヌーヴ | 受賞       | [ 117 ]                 |
| 2017 | IGNベストオブ2017アワード                                                  | 助演女優賞                                               | シルヴィア・フークス | ノミネート | [ 118 ]                 |
| 2017 | IGNピープルズ・チョイス・アワード2017                                      | SFファンタジー映画賞                                     | ブレードランナー2049 | 受賞       | [ 116 ]                 |
| 2017 | 第7回ネバダ映画批評家協会賞                                                | 撮影賞                                                   | ロジャー・ディーキンス | 受賞       | [ 119 ]                 |
| 2017 | 第7回ネバダ映画批評家協会賞                                                | 視覚効果賞                                               | ブレードランナー2049 | 受賞       | [ 119 ]                 |
| 2017 | 第22回フロリダ映画批評家協会賞                                             | 撮影賞                                                   | ブレードランナー2049 | 受賞       | [ 120 ]                 |
| 2017 | 第22回フロリダ映画批評家協会賞                                             | 視覚効果賞                                               | ブレードランナー2049 | 受賞       | [ 120 ]                 |
| 2017 | 第22回フロリダ映画批評家協会賞                                             | 美術賞                                                   | ブレードランナー2049 | 受賞       | [ 120 ]                 |
| 2017 | 第22回フロリダ映画批評家協会賞                                             | 作曲賞                                                   | ブレードランナー2049 | 受賞       | [ 120 ]                 |
| 2017 | 第22回カプリ・ハリウッド国際映画祭                                         | 美術賞                                                   | ブレードランナー2049 | 受賞       | [ 121 ]                 |
| 2017 | 第21回オンライン映画批評家協会賞                                           | 撮影賞                                                   | ロジャー・ディーキンス | 受賞       | [ 122 ]                 |
| 2018 | 第6回ノースカロライナ映画批評家協会賞                                      | 撮影賞                                                   | ロジャー・ディーキンス | 受賞       | [ 123 ]                 |
| 2018 | 第6回ノースカロライナ映画批評家協会賞                                      | 視覚効果賞                                               | ブレードランナー2049 | ノミネート | [ 123 ]                 |
| 2018 | 2017年ゴールデン・トマト賞                                                 | SFファンタジー映画部門                                   | ブレードランナー2049 | 3位        | [ 124 ]                 |
| 2018 | 2017年コロンバス映画批評家協会賞（旧セントラル・オハイオ映画批評家協会賞） | 作品賞                                                   | ブレードランナー2049 | 5位        | [ 125 ] [ 126 ]         |
| 2018 | 2017年コロンバス映画批評家協会賞（旧セントラル・オハイオ映画批評家協会賞） | 撮影賞                                                   | ロジャー・ディーキンス | 受賞       | [ 125 ] [ 126 ]         |
| 2018 | 2017年コロンバス映画批評家協会賞（旧セントラル・オハイオ映画批評家協会賞） | 作曲賞                                                   | ハンス・ジマー、ベンジャミン・ウォルフィッシュ | 次点       | [ 125 ] [ 126 ]         |
| 2018 | 2017年コロンバス映画批評家協会賞（旧セントラル・オハイオ映画批評家協会賞） | 編集賞                                                   | ジョー・ウォーカー | ノミネート | [ 125 ] [ 126 ]         |
| 2018 | 第11回ヒューストン映画批評家協会賞                                         | 撮影賞                                                   | ロジャー・ディーキンス | 受賞       | [ 127 ] [ 128 ]         |
| 2018 | 第11回ヒューストン映画批評家協会賞                                         | 作曲賞                                                   | ハンス・ジマー、ベンジャミン・ウォルフィッシュ | ノミネート | [ 127 ] [ 128 ]         |
| 2018 | 第11回ヒューストン映画批評家協会賞                                         | 視覚効果賞                                               | ブレードランナー2049 | 受賞       | [ 127 ] [ 128 ]         |
| 2018 | 第52回全米映画批評家協会賞                                                 | 撮影賞                                                   | ロジャー・ディーキンス | 受賞       | [ 129 ]                 |
| 2018 | 第13回オースティン映画批評家協会賞                                         | 監督賞                                                   | ドゥニ・ヴィルヌーヴ | ノミネート | [ 130 ] [ 131 ]         |
| 2018 | 第13回オースティン映画批評家協会賞                                         | 撮影賞                                                   | ロジャー・ディーキンス | 受賞       | [ 130 ] [ 131 ]         |
| 2018 | 第13回オースティン映画批評家協会賞                                         | 作曲賞                                                   | ブレードランナー2049 | ノミネート | [ 130 ] [ 131 ]         |
| 2018 | 第11回女性映画ジャーナリスト同盟映画賞                                     | 撮影賞                                                   | ロジャー・ディーキンス | 受賞       | [ 132 ]                 |
| 2018 | 第23回放送映画批評家協会賞                                                 | 撮影賞                                                   | ロジャー・ディーキンス | 受賞       | [ 133 ] [ 134 ]         |
| 2018 | 第23回放送映画批評家協会賞                                                 | 美術賞                                                   | デニス・ガスナー、アレッサンドラ・ケルゾーラ | ノミネート | [ 133 ] [ 134 ]         |
| 2018 | 第23回放送映画批評家協会賞                                                 | 編集賞                                                   | ジョー・ウォーカー | ノミネート | [ 133 ] [ 134 ]         |
| 2018 | 第23回放送映画批評家協会賞                                                 | 衣装デザイン賞                                           | レネー・エイプリル | ノミネート | [ 133 ] [ 134 ]         |
| 2018 | 第23回放送映画批評家協会賞                                                 | 視覚効果賞                                               | ブレードランナー2049 | ノミネート | [ 133 ] [ 134 ]         |
| 2018 | 第23回放送映画批評家協会賞                                                 | 作品賞(SF/ホラー部門)                                    | ブレードランナー2049 | ノミネート | [ 133 ] [ 134 ]         |
| 2018 | 第23回放送映画批評家協会賞                                                 | 作曲賞                                                   | ハンス・ジマー、ベンジャミン・ウォルフィッシュ | ノミネート | [ 133 ] [ 134 ]         |
| 2018 | 第9回デンバー映画批評家協会賞                                              | 最優秀SF/ホラー映画賞                                    | ブレードランナー2049 | ノミネート | [ 135 ]                 |
| 2018 | 第9回デンバー映画批評家協会賞                                              | 特殊効果賞                                               | ブレードランナー2049 | ノミネート | [ 135 ]                 |
| 2018 | 第9回デンバー映画批評家協会賞                                              | 作曲賞                                                   | ハンス・ジマー、ベンジャミン・ウォルフィッシュ | ノミネート | [ 135 ]                 |
| 2018 | 2018年ハワイ映画批評家協会賞                                               | 作品賞                                                   | ブレードランナー2049 | 受賞       | [ 136 ] [ 137 ]         |
| 2018 | 2018年ハワイ映画批評家協会賞                                               | 監督賞                                                   | ドゥニ・ヴィルヌーヴ | 受賞       | [ 136 ] [ 137 ]         |
| 2018 | 2018年ハワイ映画批評家協会賞                                               | 脚色賞                                                   | ブレードランナー2049 | ノミネート | [ 136 ] [ 137 ]         |
| 2018 | 2018年ハワイ映画批評家協会賞                                               | 美術賞                                                   | ブレードランナー2049 | 受賞       | [ 136 ] [ 137 ]         |
| 2018 | 2018年ハワイ映画批評家協会賞                                               | メイクアップ賞                                           | ブレードランナー2049 | ノミネート | [ 136 ] [ 137 ]         |
| 2018 | 2018年ハワイ映画批評家協会賞                                               | 編集賞                                                   | ブレードランナー2049 | ノミネート | [ 136 ] [ 137 ]         |
| 2018 | 2018年ハワイ映画批評家協会賞                                               | 撮影賞                                                   | ブレードランナー2049 | 受賞       | [ 136 ] [ 137 ]         |
| 2018 | 2018年ハワイ映画批評家協会賞                                               | 視覚効果賞                                               | ブレードランナー2049 | 受賞       | [ 136 ] [ 137 ]         |
| 2018 | 2018年ハワイ映画批評家協会賞                                               | SF／ホラー映画賞                                         | ブレードランナー2049 | 受賞       | [ 136 ] [ 137 ]         |
| 2018 | 第12回オクラホマ映画批評家協会賞                                           | 作品賞                                                   | ブレードランナー2049 | 6位        | [ 138 ]                 |
| 2018 | 第68回ACEエディ賞                                                          | 長編映画編集賞(ドラマ部門)                               | ジョー・ウォーカー | ノミネート | [ 139 ]                 |
| 2018 | 第22回美術監督組合賞                                                       | ファンタジー映画部門                                     | デニス・ガスナー | 受賞       | [ 140 ]                 |
| 2018 | 第38回ロンドン映画批評家協会賞                                             | 技術貢献賞                                               | デニス・ガスナー(プロダクション・デザイン) | 受賞       | [ 141 ]                 |
| 2018 | 第9回ドリアン賞                                                            | ビジュアリー・ストライキング・フィルム・オブ・ザ・イヤー | ブレードランナー2049 | ノミネート | [ 142 ]                 |
| 2018 | 第15回国際シネフィル賞                                                     | 最優秀作品ベスト11                                       | ブレードランナー2049 | 11位       | [ 143 ]                 |
| 2018 | 第15回国際シネフィル賞                                                     | 撮影賞                                                   | ロジャー・ディーキンス | 受賞       | [ 143 ]                 |
| 2018 | 第15回国際シネフィル賞                                                     | 美術賞                                                   | デニス・ガスナー | 受賞       | [ 143 ]                 |
| 2018 | 第15回国際シネフィル賞                                                     | 監督賞                                                   | ドゥニ・ヴィルヌーヴ | ノミネート | [ 144 ]                 |
| 2018 | 2018年ロバート賞                                                           | アメリカ映画賞                                           | ブレードランナー2049 | ノミネート | [ 145 ]                 |
| 2018 | 2017年アワーズ・サーキット・コミュニティ・アワード                         | 作品賞                                                   | ブレードランナー2049 | 次点       | [ 146 ] [ 147 ]         |
| 2018 | 2017年アワーズ・サーキット・コミュニティ・アワード                         | 監督賞                                                   | ドゥニ・ヴィルヌーヴ | ノミネート | [ 146 ] [ 147 ]         |
| 2018 | 2017年アワーズ・サーキット・コミュニティ・アワード                         | 美術賞                                                   | デニス・ガスナー、アレッサンドラ・ケルゾーラ | 受賞       | [ 146 ] [ 147 ]         |
| 2018 | 2017年アワーズ・サーキット・コミュニティ・アワード                         | 撮影賞                                                   | ロジャー・ディーキンス | 受賞       | [ 146 ] [ 147 ]         |
| 2018 | 2017年アワーズ・サーキット・コミュニティ・アワード                         | 編集賞                                                   | ジョー・ウォーカー | ノミネート | [ 146 ] [ 147 ]         |
| 2018 | 2017年アワーズ・サーキット・コミュニティ・アワード                         | 音響編集賞                                               | ロン・バートレット、マック・ルース、テオ・グリーン、マーク・マンジーニ | ノミネート | [ 146 ] [ 147 ]         |
| 2018 | 2017年アワーズ・サーキット・コミュニティ・アワード                         | 視覚効果賞                                               | リチャード・クレッグ、ポール・ランバート、ビクター・ミュラー、ジョン・ネルソン | 受賞       | [ 146 ] [ 147 ]         |
| 2018 | 2017年アワーズ・サーキット・コミュニティ・アワード                         | 作曲賞                                                   | ベンジャミン・ウォルフィッシュ、ハンス・ジマー | ノミネート | [ 146 ] [ 147 ]         |
| 2018 | 2017年アワーズ・サーキット・コミュニティ・アワード                         | スタント・アンサンブル賞                                 | ブレードランナー2049 | ノミネート | [ 146 ] [ 147 ]         |
| 2018 | 2018年ロンドン・イブニング・スタンダード英国映画賞                         | 技術貢献賞                                               | ロジャー・ディーキンス（撮影） | ノミネート | [ 148 ] [ 149 ]         |
| 2018 | 第22回サテライト賞                                                         | 美術賞                                                   | ブレードランナー2049 | ノミネート | [ 150 ]                 |
| 2018 | 第22回サテライト賞                                                         | 録音・音響効果賞                                         | ブレードランナー2049 | ノミネート | [ 150 ]                 |
| 2018 | 第22回サテライト賞                                                         | 視覚効果賞                                               | ブレードランナー2049 | 受賞       | [ 150 ]                 |
| 2018 | 第22回サテライト賞                                                         | 撮影賞                                                   | ロジャー・ディーキンス | 受賞       | [ 150 ]                 |
| 2018 | 第5回アソシエーション・オブ・モーション・ピクチャー・サウンド・アワード    | 長編映画賞                                               | ブレードランナー2049 | ノミネート | [ 151 ]                 |
| 2018 | 2018年ルミエール賞                                                         | 最優秀実写作品                                           | ブレードランナー2049 | 受賞       | [ 152 ]                 |
| 2018 | 2018年ルミエール賞                                                         | 最優秀ステレオグラフィー 実写映画部門                    | ブレードランナー2049 | 受賞       | [ 152 ]                 |
| 2018 | 2018年ルミエール賞                                                         | 2Dから3Dへの最優秀変換作品                               | ブレードランナー2049 | 受賞       | [ 152 ]                 |
| 2018 | 第16回視覚効果協会賞                                                       | 視覚効果賞(長編映画部門)                                 | ジョン・ネルソン、カレン・マーフィー・マンデル、ポール・ランバート、リチャード・フーバー、ゲルト・ネフツァー | ノミネート | [ 153 ] [ 154 ] [ 155 ] |
| 2018 | 第16回視覚効果協会賞                                                       | アニメーション・キャラクター賞(長編映画部門)             | 「レイチェル」アクセル・アッケソン、ステファーノ・カーター、ウェズリー・チャンドラー、イアン・クーク・グライムス | ノミネート | [ 153 ] [ 154 ] [ 155 ] |
| 2018 | 第16回視覚効果協会賞                                                       | 環境製作賞(長編映画部門)                                 | 「ロサンゼルス」クリス・マクローリン、リース・サルコム、スンジン・ウー、フランシスコ・デルアナ | 受賞       | [ 153 ] [ 154 ] [ 155 ] |
| 2018 | 第16回視覚効果協会賞                                                       | 環境製作賞(長編映画部門)                                 | 「トラッシュメサ」ディディエ・ムアンザ、トーマス・ジレット、ギヨーム・マンビル、シルヴァイン・ラルジョー | ノミネート | [ 153 ] [ 154 ] [ 155 ] |
| 2018 | 第16回視覚効果協会賞                                                       | 環境製作賞(長編映画部門)                                 | 「ベガス」エリック・ノエル、アルノー・サブロン、アダム・ゴールドシュタイン、パスカル・クレマン | ノミネート | [ 153 ] [ 154 ] [ 155 ] |
| 2018 | 第16回視覚効果協会賞                                                       | 模型賞(長編映画/アニメ企画部門)                          | 「LAPD本部」アレックス・フンケ、スティーブン・サンダース、ホアキン・ロイザガ、クリス・メンジェス | 受賞       | [ 153 ] [ 154 ] [ 155 ] |
| 2018 | 第16回視覚効果協会賞                                                       | 合成賞(長編映画部門)                                     | 「LAPDアプローチ、ジョイ・ホログラム」トリスタン・マイルズ、マイルス・ローリゼン、ジョエル・デル・ヴァーギン、ファルハード・モハセブ                                                                                   | ノミネート | [ 153 ] [ 154 ] [ 155 ] |
| 2018 | 第32回全米撮影監督協会賞                                                   | 長編映画部門                                             | ロジャー・ディーキンス | 受賞       | [ 156 ]                 |
| 2018 | 第71回英国アカデミー賞                                                     | 監督賞                                                   | ドゥニ・ヴィルヌーヴ | ノミネート | [ 157 ]                 |
| 2018 | 第71回英国アカデミー賞                                                     | 撮影賞                                                   | ロジャー・ディーキンス | 受賞       | [ 157 ]                 |
| 2018 | 第71回英国アカデミー賞                                                     | 作曲賞                                                   | ハンス・ジマー、ベンジャミン・ウォルフィッシュ | ノミネート | [ 157 ]                 |
| 2018 | 第71回英国アカデミー賞                                                     | 音響賞                                                   | ロン・バートレット、ダグ・ヘムフィル、マーク・マンジーニ、マック・ルース | ノミネート | [ 157 ]                 |
| 2018 | 第71回英国アカデミー賞                                                     | 美術賞                                                   | デニス・ガスナー、アレッサンドラ・ケルゾーラ | ノミネート | [ 157 ]                 |
| 2018 | 第71回英国アカデミー賞                                                     | 視覚効果賞                                               | ゲルト・ネフツァー、ジョン・ネルソン | 受賞       | [ 157 ]                 |
| 2018 | 第71回英国アカデミー賞                                                     | メイクアップ＆ヘア賞                                     | ドナルド・モワット、ケリー・ワーン | ノミネート | [ 157 ]                 |
| 2018 | 第71回英国アカデミー賞                                                     | 編集賞                                                   | ジョー・ウォーカー | ノミネート | [ 157 ]                 |
| 2018 | 第65回ゴールデン・リール賞                                                 | 映画作曲部門                                             | クリント・ベネット、ライアン・ルービン、デル・スピバ | ノミネート | [ 158 ] [ 159 ]         |
| 2018 | 第65回ゴールデン・リール賞                                                 | 映画セリフ／アフレコ部門                                 | マーク・マンジーニ、バイロン・ウィルソン、マイケル・ヘルレイン | ノミネート | [ 158 ] [ 159 ]         |
| 2018 | 第65回ゴールデン・リール賞                                                 | 映画音響効果部門                                         | マーク・マンジーニ、テオ・グリーン、クリス・オード、リー・ギルモア、グレッグ・テン・ボッシュ、チャーリー・キャンパニャ、デイブ・ホワイトヘッド、エリオット・コナーズ、エズラ・ドウェック、小山吾郎、アンディ・マルコム | 受賞       | [ 158 ] [ 159 ]         |
| 2018 | 第20回衣装デザイナー組合賞                                                 | ファンタジー映画部門                                     | ブレードランナー2049 | ノミネート | [ 160 ] [ 161 ]         |
| 2018 | 2018年メイクアップ・アーティスト＆ヘア・スタイリスト組合賞                 | 時代劇／キャラクターメイク賞                             | ドナルド・モワット、ジョアン・マクニール、チッラ・ホーヴァート・ブレイク | ノミネート | [ 162 ]                 |
| 2018 | 2018年メイクアップ・アーティスト＆ヘア・スタイリスト組合賞                 | 時代劇／キャラクター・ヘアスタイリング賞                 | ケリー・ワーン、 リジー・ローソン・ツァイス、ハイメ・リー・マッキントッシュ | ノミネート | [ 162 ]                 |
| 2018 | 第22回オンライン・フィルム＆テレビジョン・アソシエーション・アワード       | 作品賞                                                   | ブレードランナー2049 | 8位        | [ 163 ]                 |
| 2018 | 第22回オンライン・フィルム＆テレビジョン・アソシエーション・アワード       | 作曲賞                                                   | ブレードランナー2049 | ノミネート | [ 163 ]                 |
| 2018 | 第22回オンライン・フィルム＆テレビジョン・アソシエーション・アワード       | 編集賞                                                   | ブレードランナー2049 | ノミネート | [ 163 ]                 |
| 2018 | 第22回オンライン・フィルム＆テレビジョン・アソシエーション・アワード       | 撮影賞                                                   | ブレードランナー2049 | 受賞       | [ 163 ]                 |
| 2018 | 第22回オンライン・フィルム＆テレビジョン・アソシエーション・アワード       | 美術賞                                                   | ブレードランナー2049 | 受賞       | [ 163 ]                 |
| 2018 | 第22回オンライン・フィルム＆テレビジョン・アソシエーション・アワード       | 衣装デザイン賞                                           | ブレードランナー2049 | ノミネート | [ 163 ]                 |
| 2018 | 第22回オンライン・フィルム＆テレビジョン・アソシエーション・アワード       | 録音賞                                                   | ブレードランナー2049 | ノミネート | [ 163 ]                 |
| 2018 | 第22回オンライン・フィルム＆テレビジョン・アソシエーション・アワード       | 音響編集賞                                               | ブレードランナー2049 | 次点       | [ 163 ]                 |
| 2018 | 第22回オンライン・フィルム＆テレビジョン・アソシエーション・アワード       | 視覚効果賞                                               | ブレードランナー2049 | 受賞       | [ 163 ]                 |
| 2018 | 第22回オンライン・フィルム＆テレビジョン・アソシエーション・アワード       | ベスト・ムービー・トレーラー                             | ブレードランナー2049 | ノミネート | [ 163 ]                 |
| 2018 | 2018年ゴールド・ダービー賞                                                 | 作品賞                                                   | 「ブレードランナー2049」ブロデリック・ジョンソン、アンドリュー・A・コソーヴ、シンシア・サイクス、バッド・ヨーキン | ノミネート | [ 164 ]                 |
| 2018 | 2018年ゴールド・ダービー賞                                                 | 脚色賞                                                   | ハンプトン・ファンチャー、マイケル・グリーン | ノミネート | [ 164 ]                 |
| 2018 | 2018年ゴールド・ダービー賞                                                 | 撮影賞                                                   | ロジャー・ディーキンス | 受賞       | [ 164 ]                 |
| 2018 | 2018年ゴールド・ダービー賞                                                 | 衣裳デザイン賞                                           | レネー・エイプリル | ノミネート | [ 164 ]                 |
| 2018 | 2018年ゴールド・ダービー賞                                                 | 編集賞                                                   | ジョー・ウォーカー | ノミネート | [ 164 ]                 |
| 2018 | 2018年ゴールド・ダービー賞                                                 | 美術賞                                                   | デニス・ガスナー、アレッサンドラ・ケルゾーラ | ノミネート | [ 164 ]                 |
| 2018 | 2018年ゴールド・ダービー賞                                                 | 作曲賞                                                   | ハンス・ジマー、ベンジャミン・ウォルフィッシュ | ノミネート | [ 164 ]                 |
| 2018 | 2018年ゴールド・ダービー賞                                                 | 音響賞                                                   | ロン・バートレット、マック・ルース、ダグ・ヘムフィル、マーク・マンジーニ、テオ・グリーン | ノミネート | [ 164 ]                 |
| 2018 | 2018年ゴールド・ダービー賞                                                 | 視覚効果賞                                               | ジョン・ネルソン、ゲルト・ネフツァー、ポール・ランバート、リチャード・R・フーバー | 受賞       | [ 164 ]                 |
| 2018 | 第16回インターナショナル・オンライン・シネマ・アワード                     | 脚色賞                                                   | ブレードランナー2049 | ノミネート | [ 165 ]                 |
| 2018 | 第16回インターナショナル・オンライン・シネマ・アワード                     | 撮影賞                                                   | ブレードランナー2049 | 受賞       | [ 165 ]                 |
| 2018 | 第16回インターナショナル・オンライン・シネマ・アワード                     | 美術賞                                                   | ブレードランナー2049 | 受賞       | [ 165 ]                 |
| 2018 | 第16回インターナショナル・オンライン・シネマ・アワード                     | 音響編集賞                                               | ブレードランナー2049 | 受賞       | [ 165 ]                 |
| 2018 | 第16回インターナショナル・オンライン・シネマ・アワード                     | 録音賞                                                   | ブレードランナー2049 | ノミネート | [ 165 ]                 |
| 2018 | 第16回インターナショナル・オンライン・シネマ・アワード                     | 視覚効果賞                                               | ブレードランナー2049 | 受賞       | [ 165 ]                 |
| 2018 | 第90回アカデミー賞                                                         | 撮影賞                                                   | ロジャー・ディーキンス | 受賞       | [ 166 ]                 |
| 2018 | 第90回アカデミー賞                                                         | 美術賞                                                   | デニス・ガスナー、アレッサンドラ・ケルゾーラ | ノミネート | [ 166 ]                 |
| 2018 | 第90回アカデミー賞                                                         | 音響編集賞                                               | マーク・マンジーニ、テオ・グリーン | ノミネート | [ 166 ]                 |
| 2018 | 第90回アカデミー賞                                                         | 録音賞                                                   | ロン・バートレット、ダグ・ヘムフィル、マック・ルース | ノミネート | [ 166 ]                 |
| 2018 | 第90回アカデミー賞                                                         | 視覚効果賞                                               | ジョン・ネルソン、ゲルト・ネフツァー、ポール・ランバート、リチャード・R・フーバー | 受賞       | [ 166 ]                 |
| 2018 | 第23回エンパイア賞                                                         | 最優秀SF/ファンタジー作品賞                              | ブレードランナー2049 | ノミネート | [ 167 ]                 |
| 2018 | 第44回サターン賞                                                           | SF映画賞                                                 | ブレードランナー2049 | 受賞       | [ 168 ] [ 169 ]         |
| 2018 | 第44回サターン賞                                                           | 主演男優賞                                               | ライアン・ゴズリング | ノミネート | [ 168 ] [ 169 ]         |
| 2018 | 第44回サターン賞                                                           | 助演男優賞                                               | ハリソン・フォード | ノミネート | [ 168 ] [ 169 ]         |
| 2018 | 第44回サターン賞                                                           | 助演女優賞                                               | アナ・デ・アルマス | ノミネート | [ 168 ] [ 169 ]         |
| 2018 | 第44回サターン賞                                                           | 監督賞                                                   | ドゥニ・ヴィルヌーヴ | ノミネート | [ 168 ] [ 169 ]         |
| 2018 | 第44回サターン賞                                                           | 脚本賞                                                   | ハンプトン・ファンチャー、マイケル・グリーン | ノミネート | [ 168 ] [ 169 ]         |
| 2018 | 第44回サターン賞                                                           | 美術賞                                                   | デニス・ガスナー | ノミネート | [ 168 ] [ 169 ]         |
| 2018 | 第44回サターン賞                                                           | メイクアップ賞                                           | ドナルド・モワット | ノミネート | [ 168 ] [ 169 ]         |
| 2018 | 第44回サターン賞                                                           | 特殊効果賞                                               | ジョン・ネルソン、ポール・ランバート、リチャード・R・フーバー、ゲルト・ネフツァー | ノミネート | [ 168 ] [ 169 ]         |
| 2018 | 第49回星雲賞                                                               | メディア部門                                             | ブレードランナー2049 | ノミネート | [ 170 ]                 |
| 2018 | 2018年ヒューゴー賞                                                         | 映像部門/長編部門                                        | ブレードランナー2049 | ノミネート | [ 171 ]                 |

## 続編
製作総指揮を務めたリドリー・スコットは「別のストーリーがあるんだ。もう一つ進めたいと考えているものがあって、すべきことが確実に一つはある」と、『ブレードランナー2049』と異なる『ブレードランナー』続編を構想していることを明かした。